# Farmington (Caroline du Nord)
Pour les articles homonymes, voir Farmington.
Farmington est une census-designated place située dans le comté de Davie, dans l’État de Caroline du Nord, aux États-Unis. Lors du recensement de 2020, elle comptait 291 habitants.